# اولیویا کوک
اولیویا کِیت کوک (انگلیسی: Olivia Kate Cooke؛ زاده ۲۷ دسامبر ۱۹۹۳) بازیگر و صداپیشه انگلیسی است. او بین سال‌های ۲۰۱۳ تا ۲۰۱۷ در مجموعه تلویزیونی ترسناک و مهیج شبکه ای‌اندئی با عنوان متل بیتس در نقش اِما دیکودی ایفای نقش کرده است. کوک همچنین در فیلم‌هایی نظیر ویجا (۲۰۱۴)، سیگنال (۲۰۱۴)، من و ارل و دختر در حال مرگ (۲۰۱۵)، تروبردز (۲۰۱۷)، بازیکن شماره یک آماده (۲۰۱۸)، مجموعه تلویزیونی عشق امروزی (۲۰۱۹) و در انیمیشن آتش‌دل (۲۰۲۱) و مجموعه تلویزیونی خاندان اژدها (۲۰۲۲) به ایفای نقش پرداخته است.

## فیلم‌شناسی
فهرست برخی از فیلم‌هایی که اولیویا کوک در آن‌ها به ایفای نقش پرداخته است:
| نام فیلم                   | سال  | نقش                    |
| -------------------------- | ---- | ---------------------- |
| سیگنال                     | ۲۰۱۴ | هِیلی پترسون            |
| ویجا                       | ۲۰۱۴ | لین موریس              |
| من و ارل و دختر در حال مرگ | ۲۰۱۵ | ریچل کوشنر             |
| تروبردز                    | ۲۰۱۷ | آماندا                 |
| بازیکن شماره یک آماده      | ۲۰۱۸ | سامانتا کوک            |
| خود زندگی                  | ۲۰۱۸ | دیلن                   |
| صدای متال                  | ۲۰۱۹ | لو برگر                |
| پیکسی                      | ۲۰۲۰ | پیکسی                  |
| ماهی کوچک                  | ۲۰۲۱ | اِما                    |
| دل‌آتش                      | ۲۰۲۲ | جورجیا نولان (صداپیشه) |
| مادر خوب                   | ۲۰۲۳ | پیج                    |
| دوست‌دختر                   | ۲۰۲۵ | چری                    |